# El Capulín, Ayutla de los Libres
El Capulín är en ort i Mexiko.   Den ligger i kommunen Ayutla de los Libres och delstaten Guerrero, i den södra delen av landet, 290 km söder om huvudstaden Mexico City. El Capulín ligger 173 meter över havet och antalet invånare är 199.
Terrängen runt El Capulín är huvudsakligen platt, men norrut är den kuperad. Runt El Capulín är det ganska tätbefolkat, med 65 invånare per kvadratkilometer. Närmaste större samhälle är Cruz Grande, 6,9 km söder om El Capulín. Omgivningarna runt El Capulín är en mosaik av jordbruksmark och naturlig växtlighet.